# ويذرفورد (تكساس)
ويذرفورد (بالإنجليزية: Weatherford, Texas)‏ هي مدينة تقع في مقاطعة باركر، تكساس بولاية تكساس في شمال شرق الولايات المتحدة. تبلغ مساحة هذه المدينة 58.7 (كم²)، وترتفع عن سطح البحر 321 م، بلغ عدد سكانها 25250 نسمة في عام 2010 حسب إحصاء مكتب تعداد الولايات المتحدة وتصل الكثافة السكانية فيها 351.3 نسمة/كم2.

## التركيبة السكانية
حدّد مكتب تعداد الولايات المتحدة بيانات التركيبة السكانية لويذرفورد في تعداد الولايات المتحدة. في ما يلي، التركيبة السكانية حسب تعدادي 2000 و2010.

### تعداد عام 2000
بلغ عدد سكان ويذرفورد 19,000 نسمة بحسب تعداد عام 2000، وبلغ عدد الأسر 7,442 أسرة وعدد العائلات 5,043 عائلة مقيمة في المدينة. في حين سجلت الكثافة السكانية 253.5 نسمة لكل كيلومتر مربع (656.6/ميل2). وبلغ عدد الوحدات السكنية 8,232 وحدة بمتوسط كثافة قدره 109.8 لكل كيلومتر مربع (284.4/ميل2).
وتوزع التركيب العرقي للمدينة بنسبة 90.90% من البيض و2.07% من الأمريكيين الأفارقة و0.86% من الأمريكيين الأصليين و0.67% من الأمريكيين ذوي الأصول الآسيوية و0.03% من سكان جزر المحيط الهادئ و4.06% من الأعراق الأخرى و1.41% من عرقين مختلطين أو أكثر و10.23% من الهسبانيون أو اللاتينيون من أي عرق.
بلغ عدد الأسر 7,442 أسرة كانت نسبة 34.9% منها لديها أطفال تحت سن الثامنة عشر تعيش معهم، وبلغت نسبة الأزواج القاطنين مع بعضهم البعض 52.9% من أصل المجموع الكلي للأسر، ونسبة 11.3% من الأسر كان لديها معيلات من الإناث دون وجود شريك، بينما كانت نسبة 3.6% من الأسر لديها معيلون من الذكور دون وجود شريكة وكانت نسبة 32.2% من غير العائلات. تألفت نسبة 27.9% من أصل جميع الأسر من عدة أفراد يعيشون في نفس المنزل ونسبة 13% كانت تتألف من شخص يعيش بمفرده يبلغ من العمر 65 عاماً أو أكثر. وبلغ متوسط حجم الأسرة المعيشية 2.45، أما متوسط حجم العائلات فبلغ 2.99.
بلغ العمر الوسطي للسكان 36.4 عاماً. وكانت نسبة 24.7% من القاطنين تحت سن الثامنة عشر، وكانت نسبة 9.4% بين الثامنة عشر والرابعة والعشرين عاماً، ونسبة 25.8% كانت واقعةً في الفئة العمرية ما بين الخامسة والعشرين والرابعة والأربعين عاماً، ونسبة 21.5% كانت ما بين الخامسة والأربعين والرابعة والستين، ونسبة 14.4% كانت ضمن فئة الخامسة والستين عاماً فما فوق. يوجد لكل 100 أنثى 91.4 ذكر، ويوجد لكل 100 أنثى في الثامنة عشر من عمرها فما فوق 86.4 ذكر.
بلغ متوسط دخل الأسرة في المدينة 37,714 دولارًا، أما متوسط دخل العائلة فبلغ 47,152 دولارًا. وكان متوسط دخل الذكور 35,690 دولارًا مقابل 24,938 دولارًا للإناث. وسجل دخل الفرد الخاص بالمدينة 19,787 دولارًا. وكانت نسبة 6% من العائلات ونسبة 11.5% من السكان تحت خط الفقر، وكان من هؤلاء نسبة 13.2% تحت سن الثامنة عشر ونسبة 10.1% في الخامسة والستين من العمر وما فوق.

### تعداد عام 2010
بلغ عدد سكان ويذرفورد 25,250 نسمة بحسب تعداد عام 2010، وبلغ عدد الأسر 9,770 أسرة وعدد العائلات 6,462 عائلة مقيمة في المدينة. في حين سجلت الكثافة السكانية 336.9 نسمة لكل كيلومتر مربع (872.6/ميل2). وبلغ عدد الوحدات السكنية 10,853 وحدة بمتوسط كثافة قدره 144.8 لكل كيلومتر مربع (375.0/ميل2).
وتوزع التركيب العرقي للمدينة بنسبة 89.35% من البيض و2.40% من الأمريكيين الأفارقة و0.78% من الأمريكيين الأصليين و0.89% من الأمريكيين ذوي الأصول الآسيوية و0.06% من سكان جزر المحيط الهادئ و4.41% من الأعراق الأخرى و2.12% من عرقين مختلطين أو أكثر و13.61% من الهسبانيون أو اللاتينيون من أي عرق.
بلغ عدد الأسر 9,770 أسرة كانت نسبة 34.4% منها لديها أطفال تحت سن الثامنة عشر تعيش معهم، وبلغت نسبة الأزواج القاطنين مع بعضهم البعض 48.5% من أصل المجموع الكلي للأسر، ونسبة 12.7% من الأسر كان لديها معيلات من الإناث دون وجود شريك، بينما كانت نسبة 4.9% من الأسر لديها معيلون من الذكور دون وجود شريكة وكانت نسبة 33.9% من غير العائلات. تألفت نسبة 28.3% من أصل جميع الأسر من عدة أفراد يعيشون في نفس المنزل ونسبة 12% كانت تتألف من شخص يعيش بمفرده يبلغ من العمر 65 عاماً أو أكثر. وبلغ متوسط حجم الأسرة المعيشية 2.47، أما متوسط حجم العائلات فبلغ 3.03.
بلغ العمر الوسطي للسكان 35.7 عاماً. وكانت نسبة 25% من القاطنين تحت سن الثامنة عشر، وكانت نسبة 10.6% بين الثامنة عشر والرابعة والعشرين عاماً، ونسبة 25.8% كانت واقعةً في الفئة العمرية ما بين الخامسة والعشرين والرابعة والأربعين عاماً، ونسبة 23.4% كانت ما بين الخامسة والأربعين والرابعة والستين، ونسبة 15.2% كانت ضمن فئة الخامسة والستين عاماً فما فوق. وتوزع التركيب الجنسي للسكان بنسبة 48.1% ذكور و51.9% إناث.

## أعلام
- بوب كينغسلي
- شارون لين
- ويليام هود سيمبسون
- مات وليامز
- ديل مورغان

## وصلات خارجية
- WeatherfordTX.gov
- The US50 - Cities and Towns in Texas State